# Uroskinnera spectabilis
Uroskinnera spectabilis är en grobladsväxtart som beskrevs av John Lindley. Uroskinnera spectabilis ingår i släktet Uroskinnera och familjen grobladsväxter. Inga underarter finns listade i Catalogue of Life.